# Vicente Verdú Maciá
Vicente Verdú Maciá   (Elx, 23 d'octubre de 1942 - Madrid, 21 d'agost de 2018) fou un escriptor i periodista en llengua castellana valencià.

## Biografia
Doctor en Ciències Socials per la Universitat de París, va exercir els càrrecs de Cap d'Opinió i Cap de Cultura en el diari El País, on regularment escrivia una columna. Anteriorment, va escriure en Cuadernos para el Diálogo.
Al llarg de la seva carrera, va ser guardonat amb diversos premis. En 1996 va ser premiat amb el Premi César González-Ruano de periodisme. Posteriorment rebria el Premio Nacional de Periodismo pel seu article La vista sorda, publicat en El País el 30 d'octubre de 1997, el Premi Espasa d'assaig en 1998 i el Premi Anagrama d'Assaig en 1996.
Era membre de la Fundació Nieman per al Periodisme (Nieman Foundation for Journalism), de la Universitat Harvard.

## Obres publicades
- Si usted no hace regalos le asesinarán (1971)
- Noviazgo y matrimonio en la burguesía española (1974)
- Las solteronas (1978)
- El fútbol: mitos, ritos y símbolos (1981)
- Sentimientos de la vida cotidiana (1984)
- Domicilios (1987)
- Días sin fumar (1988), finalista del Premio Anagrama de Ensayo
- Héroes y vecinos (1989)
- Poleo menta (1990)
- El éxito y el fracaso, Madrid, Temas de Hoy, (1991)
- Nuevos amores, nuevas familias (1992)
- El Planeta Americano (1997), guanyador del 24è Premi Anagrama d'Assaig.
- Emociones (1997)
- China Superstar, Madrid, Aguilar, (1998)
- Señoras y Señores: Impresiones desde los 50 (1998) (XV Premi Espasa d'Assaig)
- Cuentos de matrimonios (2000)
- Guillermo Vázquez Consuegra: obras y proyectos, 1996-2001 (coautor amb Javier García-Solera), (2001)
- Últimas páginas, Murcia, Fundación Mastia, (2003)
- El estilo del mundo: la vida en el capitalismo de ficción (2003)
- Alberto Schommer, el poeta de la visión (2003)
- Días sin fumar, Barcelona, Anagrama, (2004)
- Noviazgo y matrimonio en la sociedad española: 1974-2004 (2004)
- La construcción del universo: La Dama del Manzanares, de Manolo Valdés, Madrid, TF, (2005)
- Yo y tú, objetos de lujo (2005)
- La ciudad inquieta: el urbanismo contemporáneo entre la realidad y el deseo (2005)
- No ficción (2008)
- Passé composé (2008)
- El capitalismo funeral  (2009)
- La ausencia: el sentir melancólico en un mundo de perdidas, Madrid, La Esfera de los Libros, (2011)
- La hoguera del capital: Abismo y utopía a la vuelta de la esquina (2012)
- "Apocalipsis Now" - Ediciones Península, noviembre de 2012